# Жадовка
Жадовка (на руски: Жадовка) е селище от градски тип в Русия, разположено в Баришки район, Уляновска област. Населението му към 1 януари 2018 година е 1594 души.